# スプラッシュアイランド

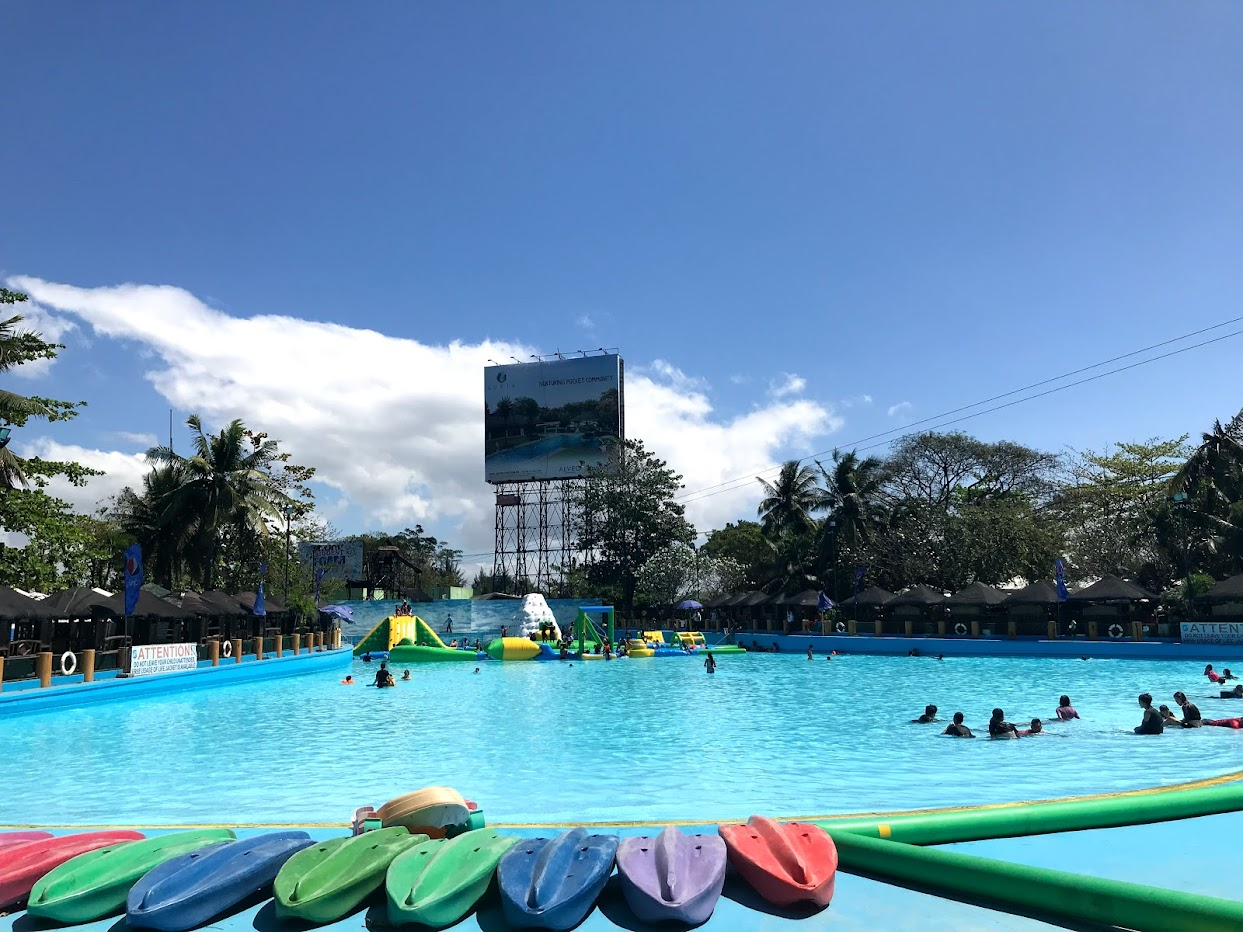
(2018.2月)

スプラッシュアイランド（Splash Island）は、フィリピンラグナ州ビニャンにあるフィリピン最大のウォーターテーマパーク。
1990年代にHem Public AffairsIncによって開発された。ラグナ州ビニヤンのサウスウッドエコセントラム（バランガイ・サンフランシスコ）にあり、17のウォーターアトラクションがあり、6,000人を収容できる。
サウスルソンエクスプレスウェイ（SLEX）・サウスウッズ出口からすぐの距離にある。